# Station Steenwijk
Station Steenwijk is het spoorwegstation in in de Nederlandse stad Steenwijk in de provincie Overijssel. Het station ligt aan de spoorlijn Leeuwarden – Zwolle.

## Geschiedenis
Het oorspronkelijke spoorwegstation van Steenwijk werd geopend op 15 januari 1868, nadat in dat jaar de verbinding Zwolle – Meppel – Heerenveen – Leeuwarden (onderdeel van de spoorlijn Arnhem - Leeuwarden). gereed kwam. 

## Gebouw
Het station was een Waterstaatstation van de derde klasse, gebouwd in de jaren zestig van de 19e eeuw, en was een van de negen stations die ooit in deze klasse was gebouwd Het gebouw was ontworpen door de ingenieur Karel Hendrik van Brederode.
In 1971 werd het stationsgebouw gedeeltelijk gesloopt. Op de plaats van de vroegere restauratie werd begonnen met het nieuwe stationsgedeelte. In 1972 kon het seinhuis naar de nieuwbouw verhuizen, waarna het nog resterende gedeelte van het oude station plaatsmaakte voor het postgedeelte. Het nieuwe stationsgebouw annex postkantoor, van de hand van architect Cees Douma, werd in voorjaar 1973 officieel in gebruik genomen.
Op 24 april 2002 sloot het postkantoor zijn deuren. Er bleef nog wel een 'business point' aanwezig met postbussen en een klein loket om pakketten te versturen. Deze faciliteiten verhuisden in het voorjaar van 2013 naar een bouwmarkt op industrieterrein Groot Verlaat in Steenwijk. Van januari 2003 t/m september 2010 werd de ruimte van het oude postkantoor gebruikt door informatiecentrum PolyPlasticum. Dit gedeelte staat sedertdien leeg.
Het loket van de kaartverkoop sloot per 13 september 2003. Sinds het najaar van 2006 is hierin een arrangementenbureau gehuisvest.
De stationsrestauratie Het Station sloot in 2010 haar deuren. Vanaf begin 2011 was er een nieuwe stationsrestauratie onder de naam Perron 3.
Deze horecagelegenheid sloot in 2020 de deuren, maar heeft de deuren in 2023 weer geopend.
In februari 2019 werd bekend dat de gemeente Steenwijkerland overwoog het gebouw aan te kopen voor toeristische doeleinden.

## Afbeeldingen

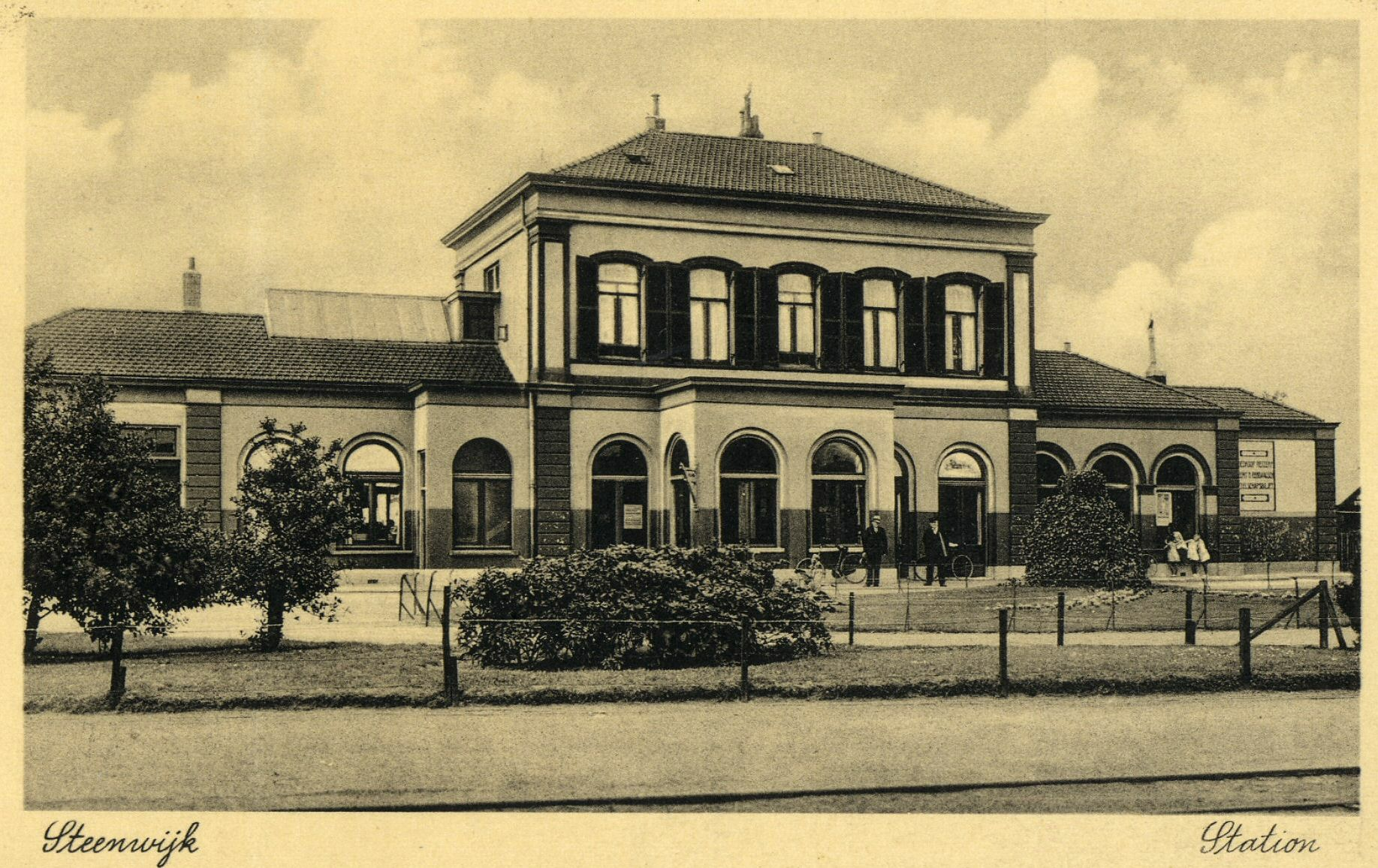
Het oude station, 1935
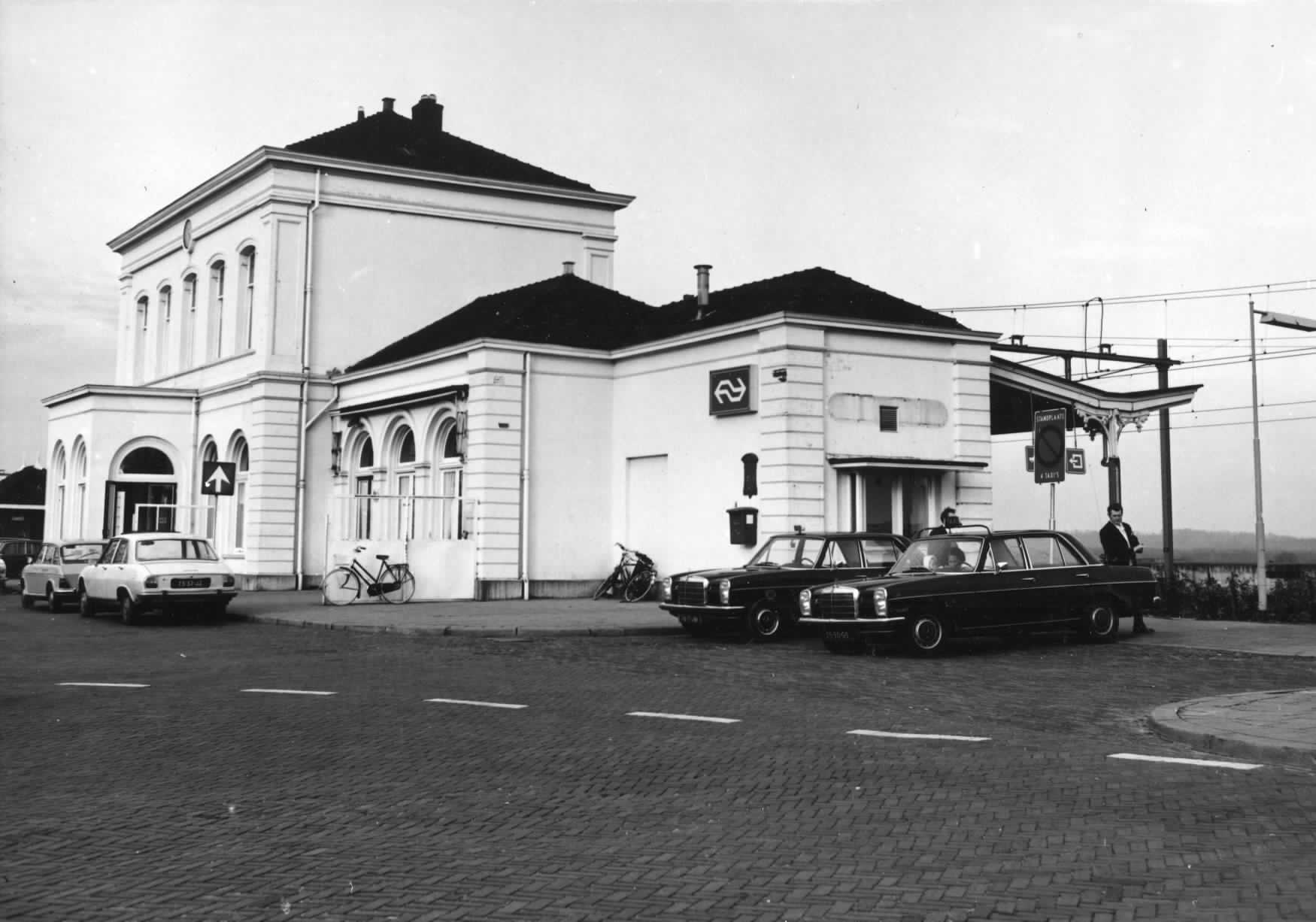
Station in 1970
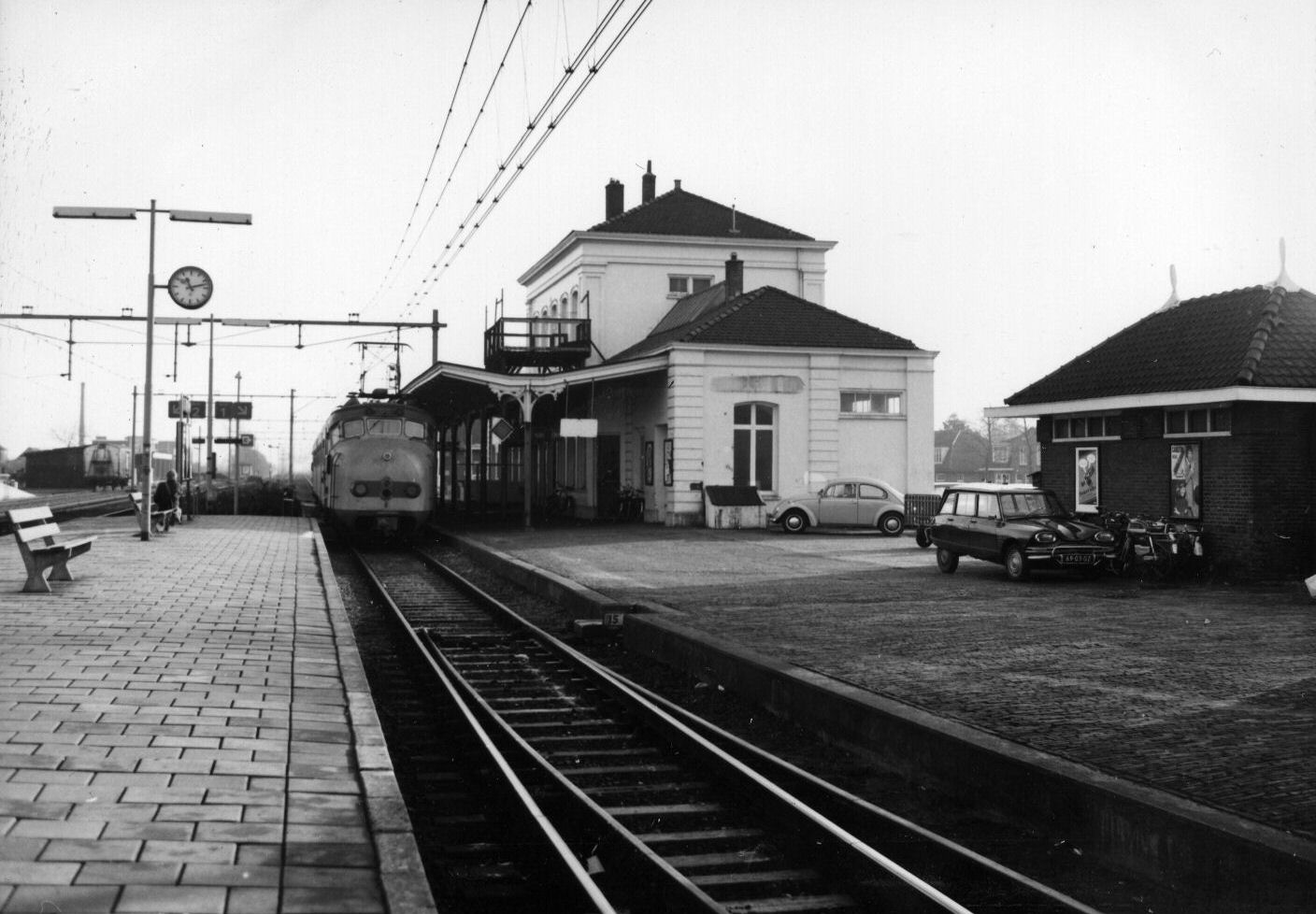
Mat '54 op het station
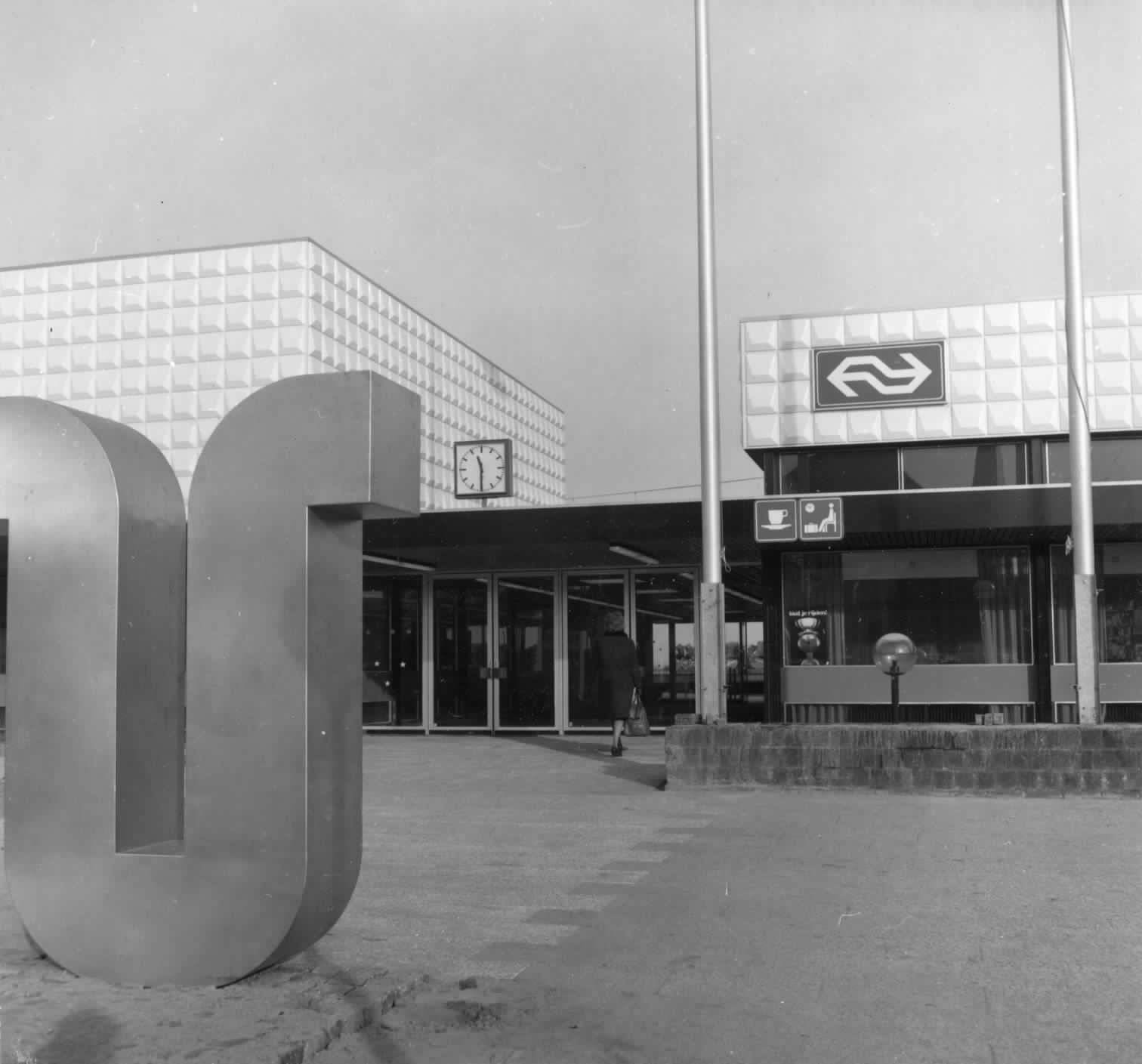
Nieuw gebouw (1973)
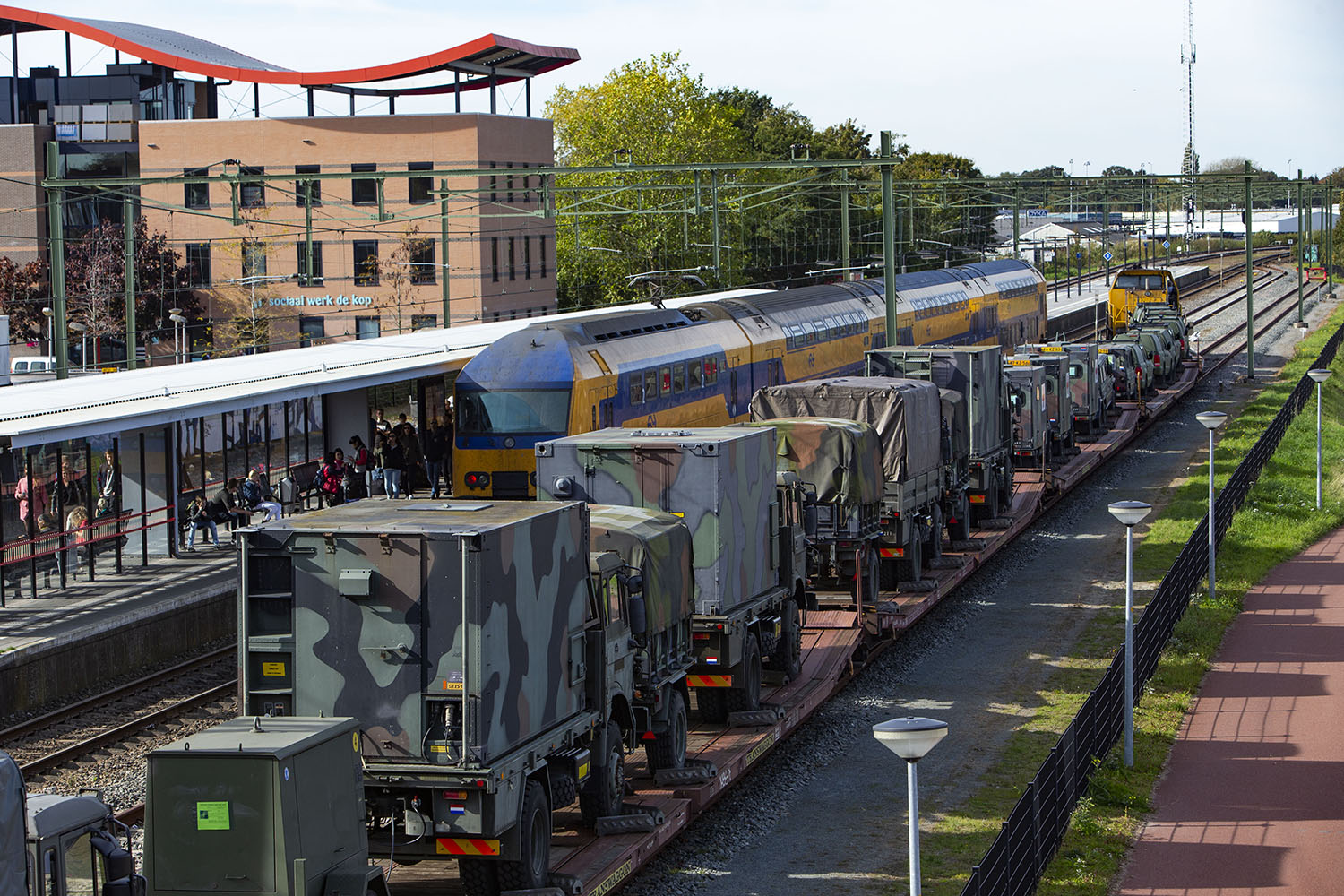
Perron in 2018
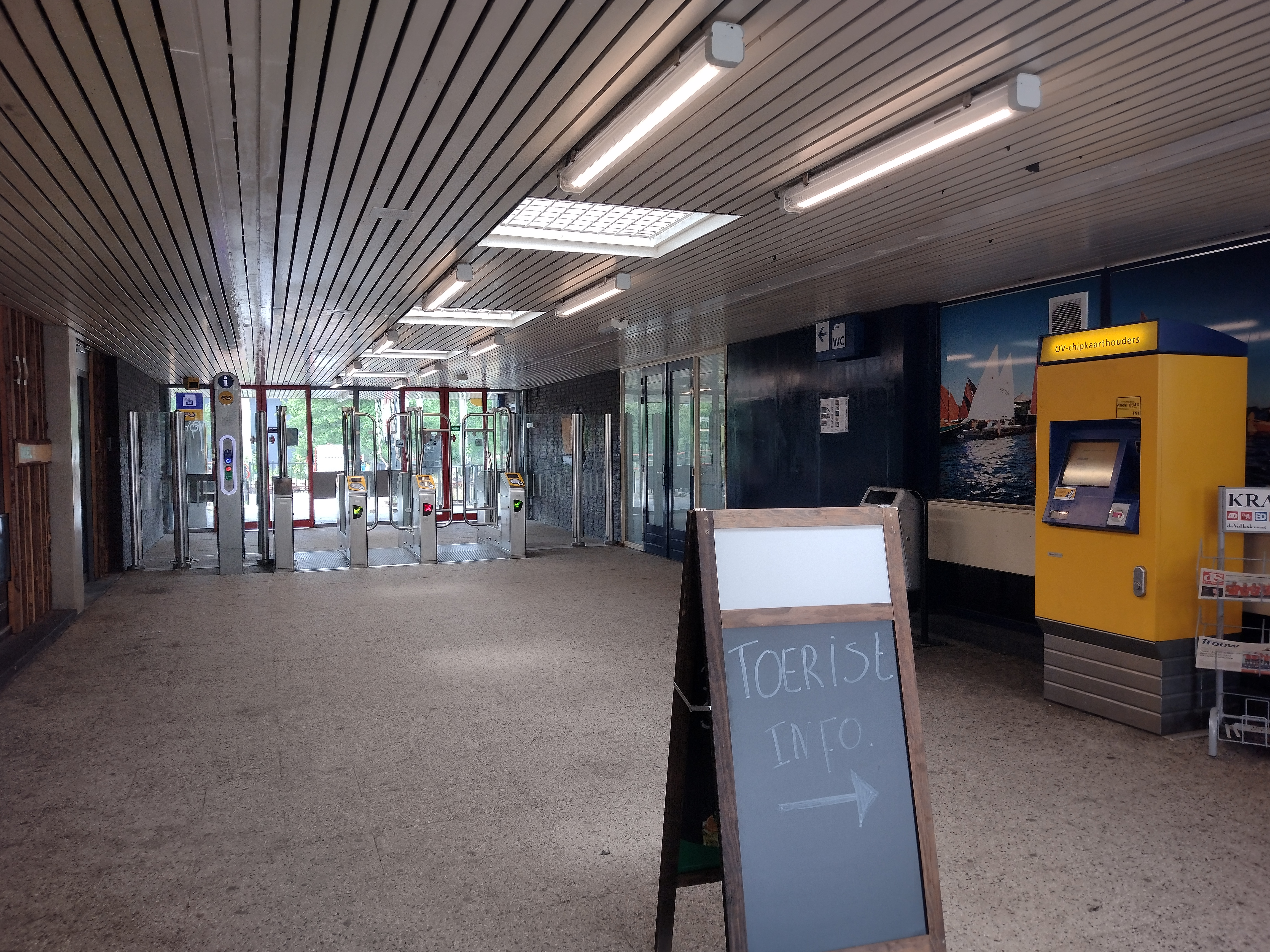
De stationshal

## Verbindingen
Volgens de dienstregeling 2025 stoppen op station Steenwijk de volgende treinseries:
| Serie | Treinsoort     | Route | Bijzonderheden |
| ----- | -------------- | --- | --- |
| 600   | Intercity (NS) | Leeuwarden – Steenwijk – Meppel – Zwolle – Amersfoort Centraal – Utrecht Centraal – Gouda – Den Haag Centraal    | |
| 800   | Intercity (NS) | Schiphol Airport – Amsterdam Zuid – Almere Centrum – Lelystad Centrum – Zwolle – Meppel – Steenwijk – Leeuwarden | Vormt een halfuurdienst tussen Schiphol Airport en Zwolle met serie 700 en tussen Zwolle en Leeuwarden met serie 600. Sommige treinen tussen Zwolle en Leeuwarden stoppen op alle stations. (alleen 's morgens vroeg en 's avonds laat). |
| 9000  | Sprinter (NS)  | Leeuwarden – Steenwijk – Meppel – Zwolle – Lelystad Centrum                                                      | Rijdt na 20:00 uur en in het weekend 1x/uur tussen Leeuwarden en Zwolle. Rijdt na 21:00 uur 1x/uur op het hele traject. |

## Ontwikkeling aantal reizigers
Het aantal door NS vervoerde reizigers (per gemiddelde werkdag) ontwikkelde zich sedert 2019 als volgt:
| Jaar | Aantal reizigers |
| ---- | ---------------- |
| 2019 | 3.891            |
| 2020 | 1.800            |
| 2021 | 2.053            |
| 2022 | 2.719            |
| 2023 | 3.140            |
| 2024 | 3.007            |

0,0: Arnhem Centraal ·
0,5: Arnhem Velperpoort ·
1,2: Arnhem Presikhaaf ·
1,3: Plattenburg ·
3,2: Café Unie ·
3,9: Hotel Naeff ·
4,2: Velp ·
7,0: Wordt-Rheden ·
8,0: Rheden ·
9,4: De Steeg ·
10,0: Hotel Den Engel ·
10,4: Diepesteeg ·
10,9: Holleweg ·
12,6: Ellecom ·
13,0: Villa Hofstetten ·
14,3: Dieren ·
16,2: Spankeren ·
18,4: Leuvenheim ·
20,3: Brummen ·
21,4: Weg naar Voorst ·
23,1: Het Vosje ·
24,4: Voorstonden ·
26,6: Hoven ·
27,5: Zutphen ·
28,0: Nieuwstad ·
30,2: Hungerink-Mettray ·
31,3: Eefde ·
35,3: Gorssel ·
36,2: Epse ·
40,0: Colmschate ·
40,9: Snippeling ·
43,5: Deventer ·
44,1: Boksbergerweg ·
45,6: De Platvoet ·
47,6: Rande ·
48,3: Diepenveen West ·
50,6: Puinweg ·
51,4: Hoenlo ·
53,1: Olst ·
55,5: Beltenweg ·
56,2: Duurschestraat ·
58,1: De Boerhaar ·
59,0: Bovendorp ·
59,6: Wijhe ·
62,8: Wijnvoorden ·
64,0: Herxen ·
65,5: Windesheim ·
68,0: Herculo ·
71,4: Ittersum ·
73,5: Zwolle ·
81,5: Berkum ·
88,0: Dedemsvaart ·
95,5: Staphorst ·
100,7: Meppel ·
106,3: Nijeveen ·
114,5: Steenwijk ·
120,0: Willemsoord ·
122,5: Peperga ·
127,0: Wolvega ·
134,6: Oudeschoot ·
134,6: Heerenveen IJsstadion ·
137,1: Heerenveen ·
143,7: Stobbegat ·
148,8: Akkrum ·
153,7: Grou-Jirnsum ·
158,1: Idaard-Roordahuizum ·
159,9: Wirdum ·
166,2: Leeuwarden
Almelo · 
-De Riet · 
Borne · 
Daarlerveen · 
Dalfsen · 
Delden · 
Deventer · 
-Colmschate · 
Enschede · 
-De Eschmarke · 
-Kennispark · 
Glanerbrug · 
Goor · 
Gramsbergen · 
Hardenberg · 
Heino · 
Hengelo · 
-Gezondheidspark ·
-Oost · 
Holten · 
Kampen · 
-Zuid ·
Mariënberg · 
Nijverdal · 
Oldenzaal ·
Olst · 
Ommen · 
Raalte ·
Rijssen · 
Steenwijk · 
Vriezenveen · 
Vroomshoop · 
Wierden · 
Wijhe · 
Zwolle · 
-Stadshagen
Stations van de Museum Buurtspoorweg:
Haaksbergen · Zoutindustrie · Boekelo

Voormalige stations: zie de lijst van voormalige spoorwegstations in Overijssel